# Почётные граждане Орла
Почётные граждане Орла — перечень граждан, удостоенных звания «Почётный гражданин города Орла».

## История
Первыми почётными гражданами Орла стали в конце XIX века орловские губернаторы:
- Левашов, Николай Васильевич
- Лобанов-Ростовский, Алексей Борисович
- Лонгинов, Михаил Николаевич

Среди Почетных граждан Орла были: Милютин, Дмитрий Алексеевич,
Романов, Михаил Александрович.
Последний раз звание присваивалось в 1911 году, после 1917 года звание не присваивалась.
В 1966 году город Орёл отметил своё 400-летие . 12 апреля 1967 года Орловский горсовет принял Положение о звании «Почётный гражданин города Орла».
25 апреля 2025 года на заседании Орловского городского совета депутаты приняли решение о присвоении 13 ветеранам Великой Отечественной войны звания «Почётный гражданин Орла». 
В список вошли: Ольга Родионовна Елецкая, Мария Ивановна Нуждина, Виктор Севостьянович Бондарь, Леопольд Борисович Дыскин, Александр Васильевич Ермишкин, Григорий Яковлевич Зинченко, Александр Семёнович Зотов, Алексей Васильевич Левов, Василий Андреевич Науменко, Николай Николаевич Орлов, Анатолий Андреевич Рыбин, Виктор Андреевич Шигин и Евгений Петрович Шмаров. 

## Список почётных граждан Орла
| Косарева, Анна Васильевна                          |
| Лакеев, Андрей Иванович                            |
| Немытов, Василий Васильевич                        |
| Чупахин, Фёдор Фёдорович                           |
| Баграмян, Иван Христофорович                       |
| Горбатов, Александр Васильевич                     |
| Засов, Иван Алексеевич                             |
| Родин, Георгий Семёнович                           |
| Чернявский Михаил Львович                          |
| Шевелёв, Фирс Александрович                        |
| Казанцев, Пётр Васильевич                          |
| Сенин, Николай Алексеевич                          |
| Разживкин, Александр Павлович                      |
| Слюнин, Василий Тихонович                          |
| Чистов, Анатолий Михайлович                        |
| Иванцов, Евгений Алексеевич                        |
| Масленникова, Людмила Петровна                     |
| Денисов, Владимир Демьянович                       |
| Маресьев, Алексей Петрович                         |
| Образцов, Василий Иванович                         |
| Санько, Иван Дмитриевич                            |
| Еськов, Дмитрий Павлович                           |
| Иванов, Альберт Петрович                           |
| Антипов, Борис Владимирович                        |
| Крупский, Виктор Иосифович                         |
| Курнаков, Андрей Ильич                             |
| Тимохин, Иван Георгиевич                           |
| Зюганов, Геннадий Андреевич                        |
| Куликов, Виктор Георгиевич                         |
| Цикорева, Нина Михайловна                          |
| Зелепукин, Василий Степанович                      |
| Беккер, Арнгольд Яковлевич                         |
| Проскурин, Пётр Лукич                              |
| Карпушкин, Григорий Григорьевич                    |
| Авдеев Лев Борисович                               |
| Коробков, Сергей Владимирович                      |
| Мартынов, Владимир Александрович                   |
| Миронов, Михаил Александрович                      |
| Орлов, Георгий Прокофьевич                         |
| Сёмин, Юрий Павлович                               |
| Костин, Николай Николаевич                         |
| Чурилова Виктория Павлиновна                       |
| Курляндская Галина Борисовна                       |
| Наумова, Клавдия Михайловна                        |
| Хохлов, Александр Степанович                       |
| Гапонов, Александр Иванович                        |
| Дербенко Евгений Петрович                          |
| Юшков, Борис Васильевич                            |
| Ноздрин, Алексей Афанасьевич (схиархимандрит Илий) |
| Троицкий, Евгений Николаевич                       |
| Тихомирова, Валентина Николаевна                   |
| Бордюжа, Николай Николаевич                        |
| Мисуркин, Александр Александрович                  |
| Кузнецов, Василий Дмитриевич                       |
| Вельковский, Ефим Николаевич                       |
| Круглый, Владимир Игоревич                         |
| Золотарёв, Георгий Васильевич                      |
| Себякин, Сергей Николаевич                         |